# 贝尔吉施啼鸡

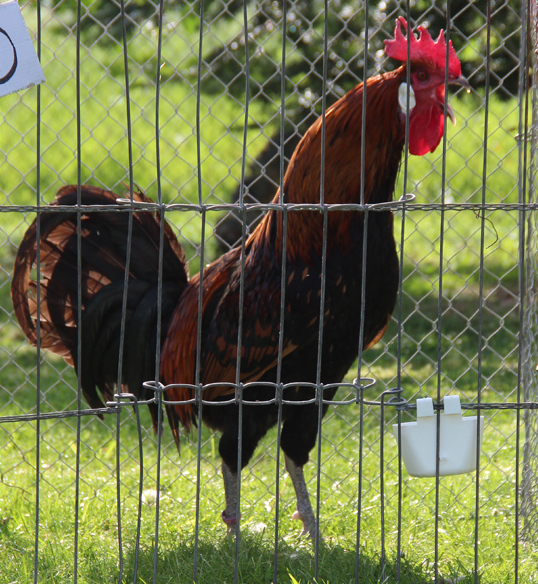
年轻公鸡

贝尔吉施啼鸡， 是一种源自德国贝尔吉施州的鸡，因啼带旋律悠长而得名。

## 历史
贝尔吉施啼鸡的来源不明。据说其来自巴尔干半岛。

## 外部連結
- www.feathersite.com（页面存档备份，存于）